# Lunenburg
Lunenburg je kanadské přístavní město ve stejnojmenném okrese Lunenburg v provincii Nové Skotsko. Nachází se na pobřeží Atlantského oceánu, 65 km jihozápadně od Halifaxu. V roce 2016 zde žilo 2 263 osob, nicméně během turistické sezóny zde pobývá mnohem více lidí – turistů. Město má rybářskou a loděnickou tradici. Od roku 1995 figuruje na seznamu světového kulturního dědictví UNESCO jako unikátní příklad britské dřevěné koloniální architektury v Severní Americe. Charakteristickým urbanistickým rysem je pravidelná pravoúhlá síť silnic a barevné fasády budov.
Osada byla založena v roce 1753 jako nový domov protestantů z Německa (především Severního Porýní-Vestfálska a Württemberska), Švýcarska a Francie (okolí města Montbéliard). Pojmenována byla na počest Jiřího II., který byl kromě britského krále i vévodou brunšvicko-lüneburským.

## Fotogalerie

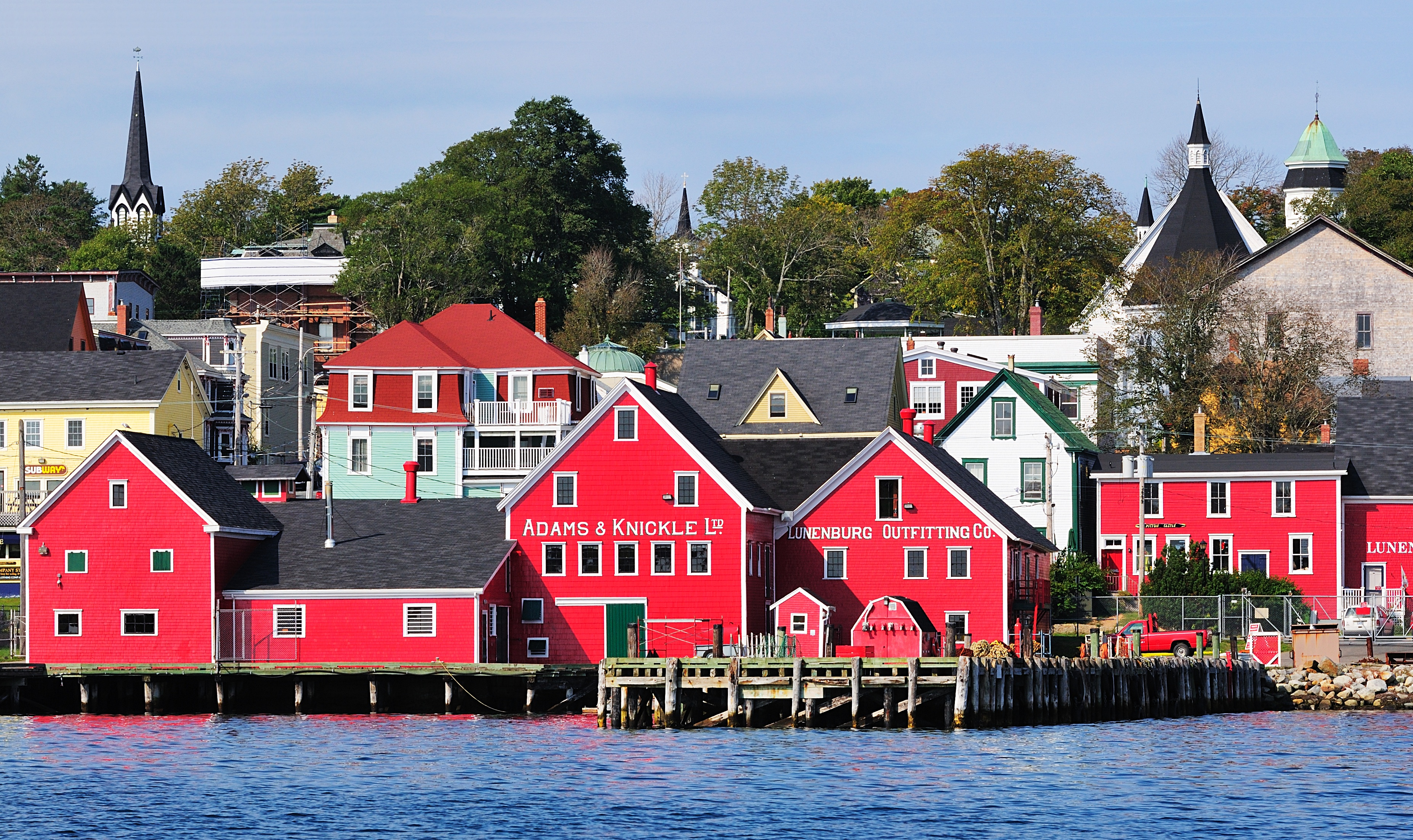
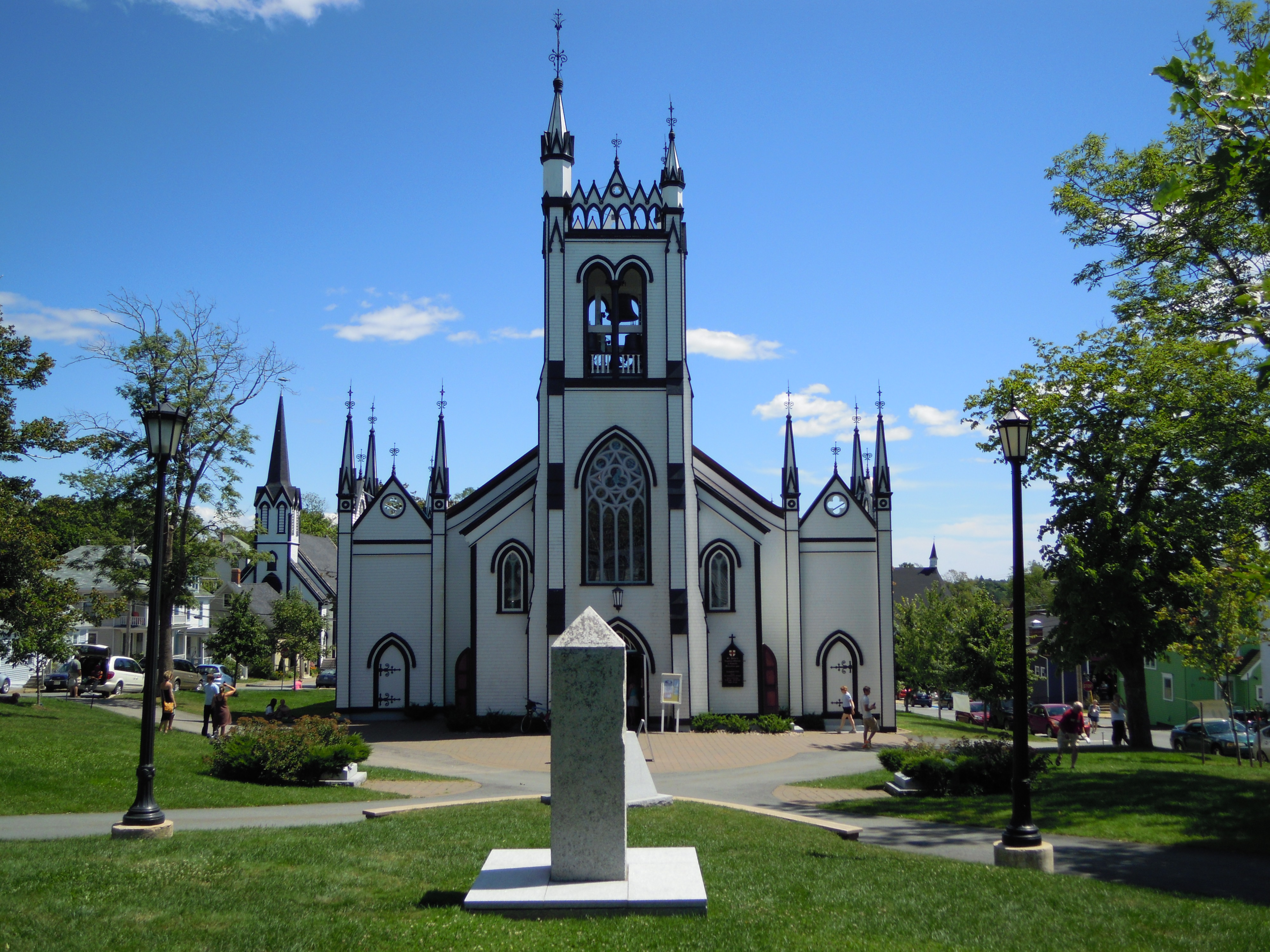
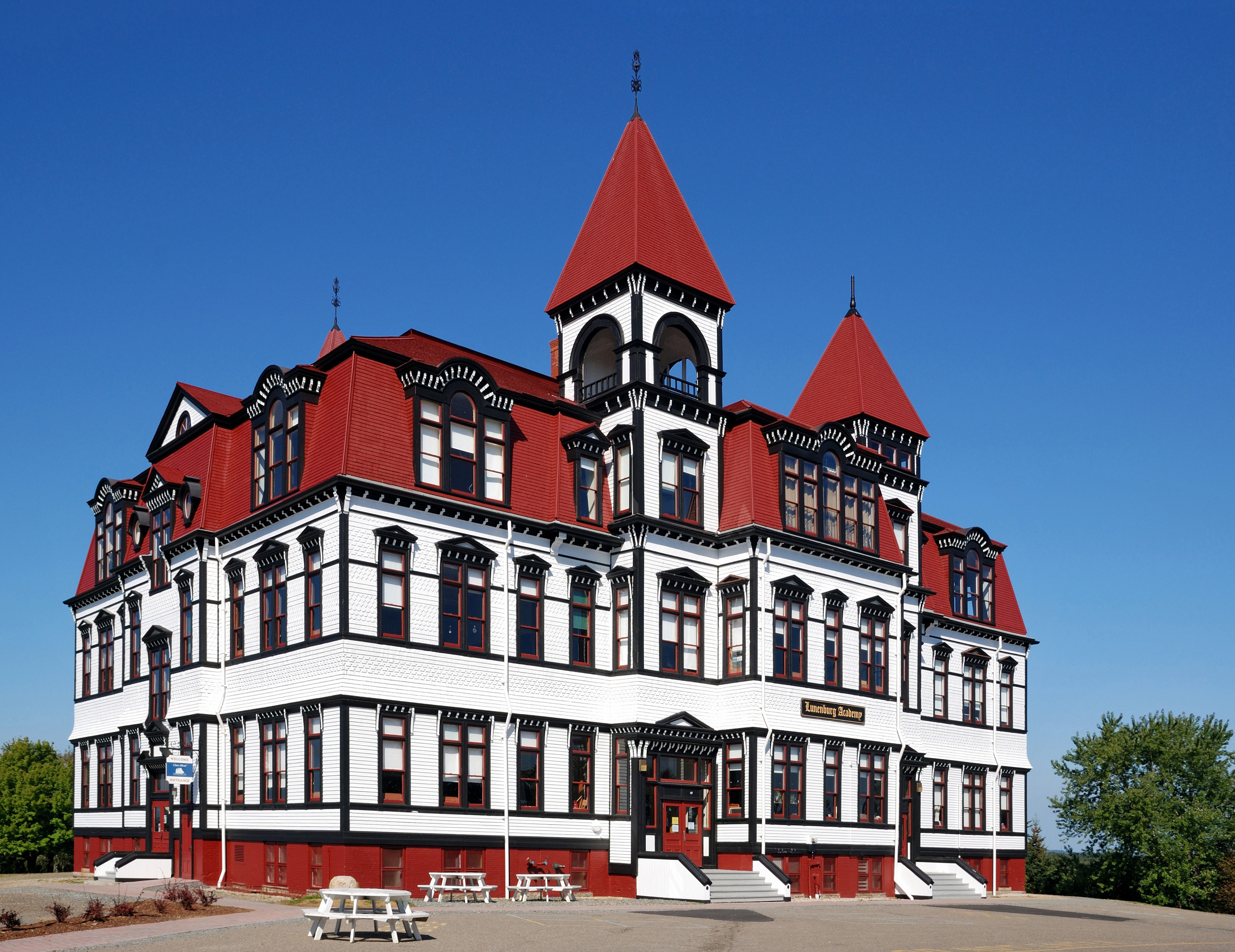
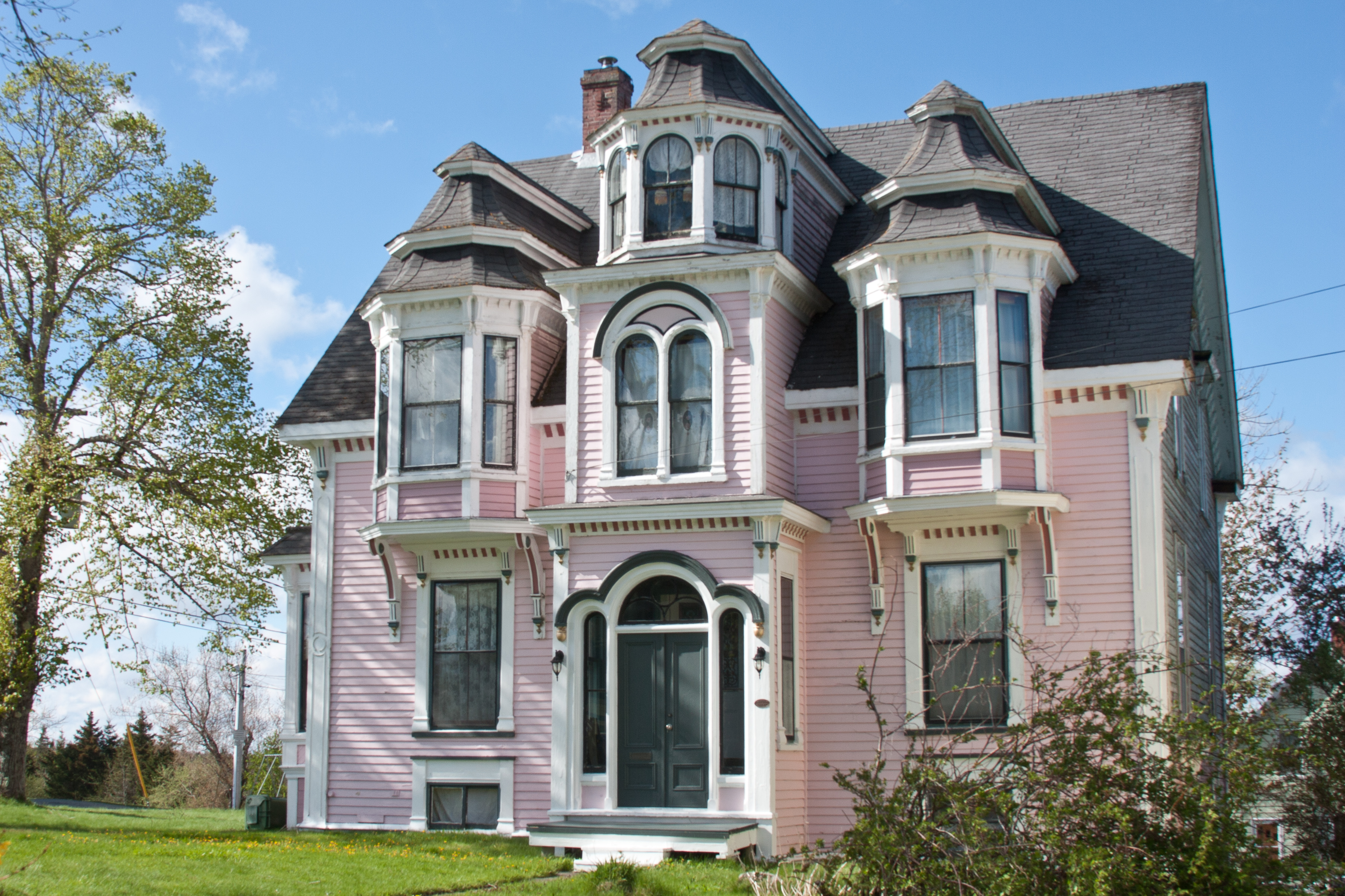